# Armando Felice Verde
Armando Felice Verde (Cimitile, 22 agosto 1926 – Firenze, 23 novembre 2010) è stato uno storico italiano.

## Biografia
Frate domenicano, fu assegnato nel 1956 al Convento di Pistoia, di cui fu priore dal 1998 al 2001 e dove rimase fino agli ultimi giorni di vita. Laureato all'Università di Firenze con Eugenio Garin, fu invitato dallo studioso a proseguire il suo lavoro sulla storia dell'Università di Firenze nel Rinascimento. I risultati delle sue lunghe ricerche si concretizzarono nei sei volumi dedicati a Lo Studio fiorentino, 1473-1503: ricerche e documenti, pubblicati a partire dal 1973, prima dall'Istituto nazionale di studi sul Rinascimento, poi da Olschki . Importante fu anche il suo contributo agli studi su Girolamo Savonarola, e all'Edizione Nazionale dei suoi scritti. In particolare si ricorda l'edizione degli Scritti apologetici (in Lettere e Scritti apologetici, a cura di Roberto Ridolfi e altri, Roma, Belardetti, 1984), dei Sermones in primam divi Ioannis epistolam (Roma, Belardetti, 1989), degli Scritti vari (Roma, Belardetti, 1992). Per le edizioni della Società internazionale per lo studio del Medioevo latino pubblicò inoltre nel 1999 Il breviario di frate Girolamo Savonarola: postille autografe, trascritte e commentate a cura di Armando F. Verde O.P, e, nel 2001, Il Quaresimale del 1491: la certezza profetica di un mondo nuovo (con Elettra Giaconi). Importanti anche le note aggiunte all'edizione postuma della Vita di Girolamo Savonarola di Roberto Ridolfi (Firenze, Le lettere, 1997).